# Novembre 1786

## Événements
- 1er novembre : publication de la première partie du code civil en Autriche[1]. Il prévoit que le mariage ne peut être célébré que par le clergé mais sous la forme d’un simple contrat civil, ce qui provoque la protestation des ecclésiastiques.

- 7 novembre : fondation de la Stoughton Musical Society, organisation musicale la plus ancienne aux États-Unis.

- 29 novembre, France : le roi convoque l'Assemblée des notables pour 1787.

- 30 novembre : Léopold de Habsbourg-Lorraine, Grand-duc de Toscane, promulgue un code de procédure criminelle, inspiré de Beccaria, qui abolit la prison pour dettes, la torture et la peine de mort[2] pour la première fois dans l'époque moderne[3],[4].

## Décès
- Jean Baptiste Cabanis (né en 1725), agronome français[5].

- 25 novembre : Nathanael Gottfried Leske (né en 1751), naturaliste et géologue allemand.